# Mark Hateley
Mark Wayne Hateley (ur. 7 listopada 1961 w Wallasey) – angielski piłkarz. Grał najczęściej na pozycji środkowego napastnika. Jego synem jest piłkarz Tom Hateley, a ojcem piłkarz m.in. Chelsea i Liverpoolu – Tony Hateley.

## Kariera klubowa
Hateley swoją karierę rozpoczął w roku 1978 w klubie Coventry City. W roku 1980 został wypożyczony do Detroit Express. W Coventry City Hateley grał aż do 1983 roku. Po 5 latach gry w klubie z Coventry Hateley przeszedł do Portsmouth F.C. Grał w nim tylko przez rok. Następnie Hateley przeszedł do A.C. Milanu. Grał w nim do roku 1987. Po prawie trzech latach gry w Milanie Hateley przeszedł do AS Monaco, w którym grał tak samo jak w klubie z Mediolanu przez prawie trzy lata aż do roku 1990. Później Hateley przeszedł do Rangers F.C. Tak samo jak w Coventry City Hateley grał w nim przez 5 lat. Potem w 1995 roku Hateley przeszedł do Queens Park Rangers F.C. W roku 1996 QPR wypożyczyło Hateleya do Leeds United. Po grze w QPR Hateley powrócił do Rangers F.C. Przedostatnim klubie w karierze Hateleya było Hull City. Przeszedł do niego w roku 1997 i grał w nim przez rok. Hateley swoją karierę zakończył w Ross County.

## Kariera reprezentacyjna
W reprezentacji Anglii Hateley zadebiutował w roku 1984. Grał w niej aż do 1992 roku. Zaliczył w niej 32 mecze strzelając przy tym 8 bramek. Występował także na Mistrzostwach Świata w Piłce Nożnej w 1986 r. Wcześniej w latach 1981–1984 grał w reprezentacji Anglii do lat 21. W niej rozegrał 10 meczów i podobnie jak w kadrze A strzelił 8 bramek.